# 早崎瀬戸
早崎瀬戸（はやさきせと）は、長崎県島原半島（南島原市）と熊本県天草諸島（天草市）の間の海峡。

## 概要
「早崎海峡」とも呼ばれる。
水深は最大150メートル、潮流は最大8ノットとされる。島原半島南部沿岸は起伏の激しい岩礁底が広がり、南端の瀬詰崎から対岸の天草下島まで4.4キロメートルほどであり、有明海の入口に位置することから、全国的に見ても潮流が早く、伊良湖水道や大畠瀬戸と共に「日本三大潮流」のひとつに数えられている。橘湾に隣接している。海峡の内外には、島は通詞島と亀島しか存在しない。
島原半島の南部は有明海でも最大規模のアマモの藻場を有しており、苓北町（旧富岡町）の富岡半島や通詞島の一帯には多様な海草と海藻の分布が見られるなど海洋生物にとって生息に適した環境が存在しており、プランクトンの発生が活発で魚の餌の宝庫であることからも、多くの魚種が集まる絶好の漁場が形成されている。おもにマダイ・アラカブ（カサゴ）・イセエビ・ヒラメ・ブリ（ハマチ）・カワハギ・アジ・マダコ・ミズイカ（アオリイカ）などが漁獲される。
また、豊富な魚に集まるミナミバンドウイルカやスナメリも周辺で見られ、近年ではイルカウォッチングも観光資源として定着している。また、西彼杵半島や天草下島の沿岸はかつては沿岸性のヒゲクジラ類の回遊経路であり、近年にも周辺で出現例があり、有明海にもクジラが入り込んでいたり捕鯨が行われていた可能性があることからも、本来は早崎瀬戸もヒゲクジラ類に利用されていたと思わしい。この他にも、橘湾はウミガメ類にとっても貴重な生息地であり、一帯ではアカウミガメやアオウミガメ等が見られるが、有明海の内部におけるウミガメ類の生息に適した環境は決して多くない。